# Helene Curtens
Helene Mechtildis Curtens, född 1722, död 1738, var en av de sista som avrättades för häxeri i Tyskland och i Europa. Det var den sista häxprocessen i Niederrhein.  
Hon arresterades vid 14 års ålder efter att ha iakttagits omkringspringandes på underliga tider. Under förhör bekände hon att hon och grannfrun Agnes Olmans regelbundet brukade ge sig av och ha sex med Djävlar. Grannfrun arresterades, sade sig vara utsatt för förtal och vara beredd på att utsättas för häxprov för att bevisa sin oskuld, trots att sådana inte längre praktiserades. 
Både Helene och Agnes avrättades för häxeri genom hängning i Gerresheim 19 augusti 1738. De anses vara de sista som avrättades för häxeri i Tyskland, då föreställningen att den sista var Maria Anna Schwegelin visat sig vara falsk. Maria Renata Saenger von Mossau avrättades dock 1749.  